# Cyclodomus
Cyclodomus är ett släkte av svampar. Cyclodomus ingår i ordningen Phyllachorales, klassen Sordariomycetes, divisionen sporsäcksvampar och riket svampar.
|            | Phaeochoraceae                             |
|            |                                            |
|            | Phyllachoraceae                            |
|            |                                            |
|            | Lichenochora                               |
|            |                                            |
|            | Mangrovispora                              |
|            |                                            |
|            | Palmomyces                                 |
|            |                                            |
|            | Maculatifrondes                            |
|            |                                            |
|            | Phycomelaina                               |
|            |                                            |
|            | Uropolystigma                              |
|            |                                            |
|            | Lindauella                                 |
|            |                                            |
| Cyclodomus | \| \| Cyclodomus umbellulariae \| \| \| \| |
|            | \| \| Cyclodomus umbellulariae \| \| \| \| |
|            | Cyclodomus umbellulariae                   |
|            |                                            |

|  | Cyclodomus umbellulariae |
|  |                          |